# Deep Wound
A Deep Wound amerikai grindcore/hardcore punk/thrashcore együttes volt.

## Története
1982-ben alakultak a massachusettsi Westfield-ben. Az együttes egy EP-t adott ki, illetve közreműködtek a Bands That Could Be God című válogatáslemezhez is. A zenekar nagy hatással volt a Massachusetts hardcore szcénára és a grindcore műfaj fejlődésére. Az 1980-as évek elején J Mascis és a Deep Wound énekese, Charlie Nakajima mindketten a massachusettsi Amherstben laktak, és ugyanabba a középiskolába jártak. 1982-ben Lou Marlow találkozott Scott Hellanddal egy helyi lemezkereskedésben. Scott elhelyezett egy szórólapot, amelyen az állt, hogy zenészeket keres egy Anti-Pasti, illetve Discharge hatású zenekarba. Mascis válaszolt a hirdetésre, és az apja nyomására elutazott Westfield-be, meghallgatásra. Holott az együttesnek már volt énekese, Mascis azt mondta a zenekarnak, hogy Charlie-val helyettesítsék őt, így a felállás kialakult. Gyorsan rögzítettek egy demót, és elkezdtek Bostonban játszani a helyi SSD, The FU's és Jerry's Kids nevű együttesekkel. Ezt követően kiadtak egy EP-t. 1984-ben feloszlottak, J Mascis és Lou Barlow pedig új együttest alapítottak, Dinosaur Jr. néven.
A brit Damaged Goods nevű lemezkiadó összegyűjtötte a zenekar teljes diszkográfiáját (az 1982-es demót, az EP-t és a "Bands That Could Be God"-hoz közreműködött két dalt), és Discography címen adta ki.
2013 júniusában Helland a Dinosaur Jr. tagjaival kiegészülve előadta a "Training Ground" című dalt.

## Tagok
- J Mascis – dob (1982-1984, 2004, 2013)
- Lou Barlow – gitár (1982-1984, 2004, 2013)
- Scott Helland – basszusgitár (1982-1984, 2004, 2013)
- Charlie Nakajima – ének (1982-1984, 2004, 2013)

## Diszkográfia
- Demo (1983)
- Deep Wound (EP, 1983)
- Deep Wound (válogatáslemez, 1997)
- Almost Complete (válogatáslemez, 2006)

## Közreműködések
- Bands That Could Be God (válogatáslemez, 1984, a "Time to Stand" és a "You're False" dalokkal)